# Manzat
Manzat là một xã ở tỉnh Puy-de-Dôme trong vùng Auvergne-Rhône-Alpes miền trung nước Pháp.

## Tham khảo

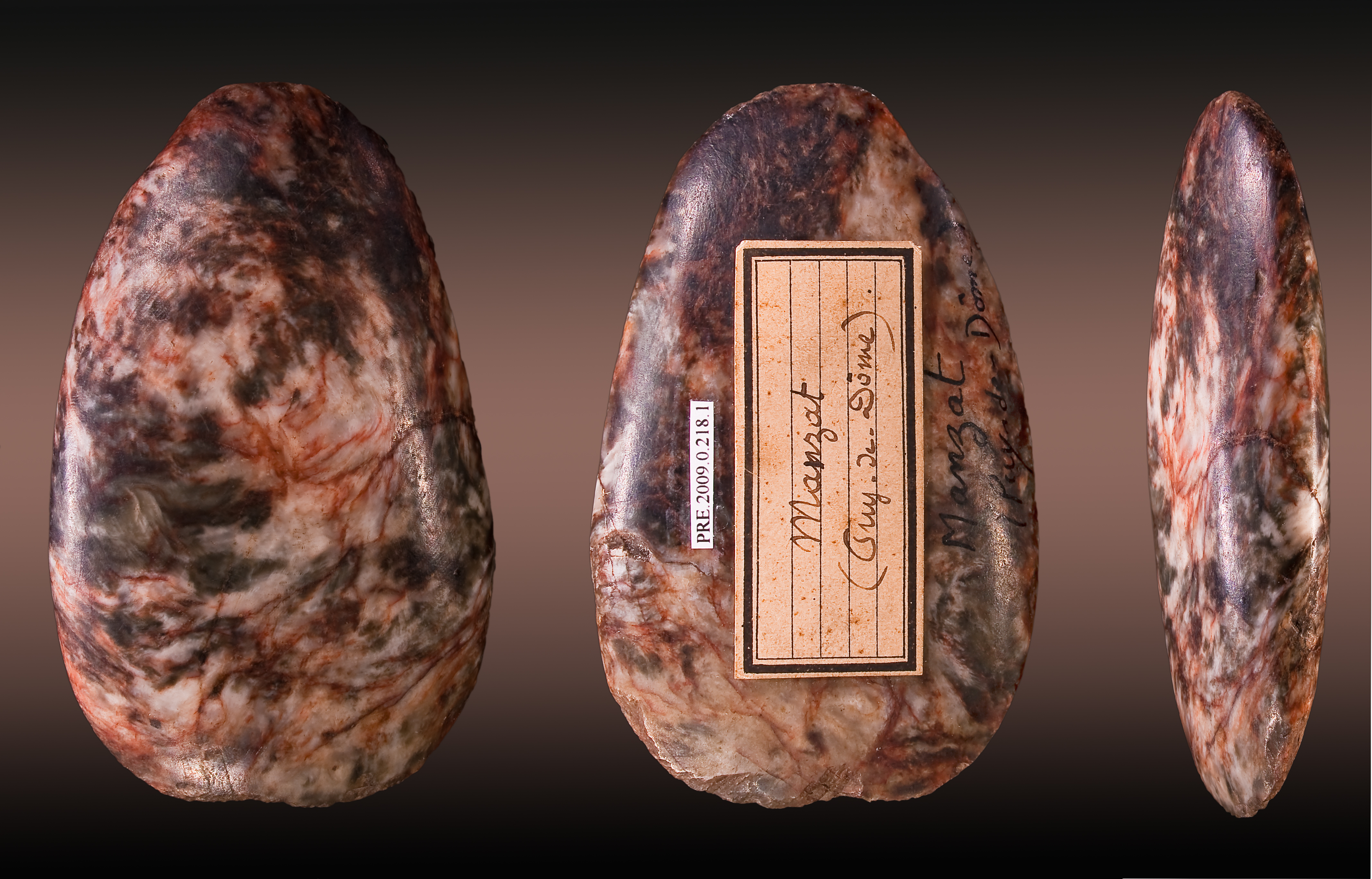
Manzat - Hache polie période néolithique – Muséum de Toulouse